# Culex scimitar
Culex scimitar är en tvåvingeart som beskrevs av William Roy Branch och Seabrook 1959. Culex scimitar ingår i släktet Culex och familjen stickmyggor.
Artens utbredningsområde är Bahamas. Inga underarter finns listade i Catalogue of Life.